# 개 경주

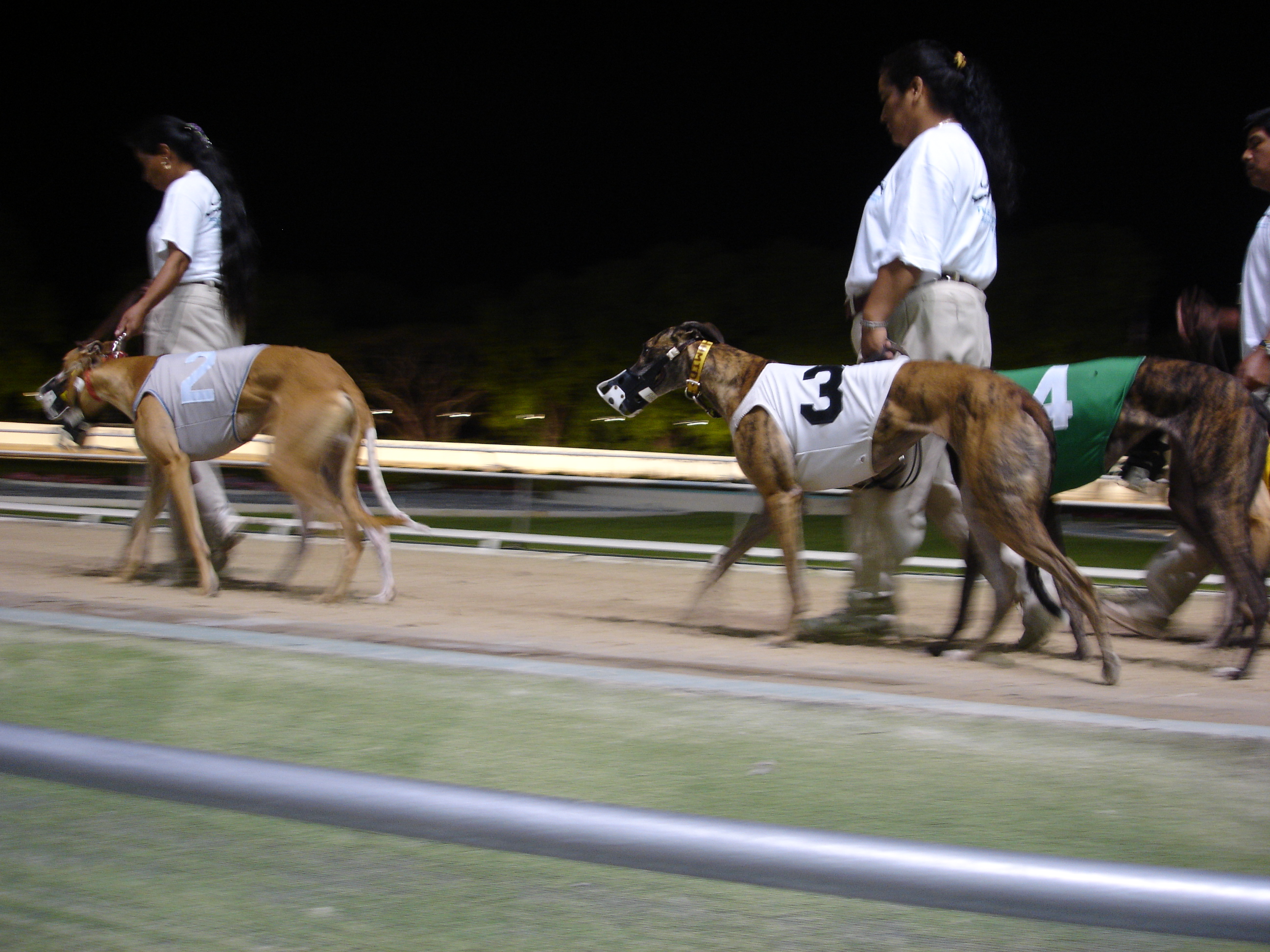

개 경주는 개를 경주시켜 즐기는 엔터테인먼트 스포츠이다. 도박 목적으로 가장 빠른 견종으로하는 그레이하운드를 이용한 레이스로, 영국이나 오스트레일리아, 마카오 등에서 개최되고있다. 테마파크 등에서 도박을 수반하지 않는 레이스 이벤트가 진행될 수도 있다.